# Wirö
El wirö (també anomenada itoto, wotuja, jojod o amb el pejoratiu maco) és una llengua indígena que pertany a la família lingüística de les llengües salibanes parlada a Colòmbia i Veneçuela. Està testimoniada només per una llista de 38 paraules recollida cap a 1900, però això no és suficient per a provar la seva relació amb el piaroa, del qual tal vegada només és un dialecte. Els parlants de les dues llengües poden entendre's entre si, però no amb confiança pel que consideren que les seves llengües són diferents.
Loukotka (1968) informa que ha estat parlada als marges del riu Ventuari i del riu Cunucunuma.
El terme maco no és un nom específic sinó una forma pejorativa que els parlants de llengües arawak usen per a llengües amb les quals no existeix intel·ligibilitat. En el cas del wirö, les següents denominacions es troben en la literatura: maco, mako, maku, makú, sáliba-maco, i maco-piaroa, aquesta última també per a la combinació del wirö i el piaroa.